# Acta Eruditorum
Acta Eruditorum fue una revista científica mensual alemana publicada entre 1682 y 1782, fundada en Leipzig por Otto Mencke por iniciativa de Gottfried Leibniz y con el apoyo del duque de Sajonia.
Creada a imitación del Journal des savants, Acta Eruditorum fue la primera revista de carácter científico de la historia alemana.
Redactada en latín, Acta Eruditorum comprendía resúmenes de textos nuevos, críticas, ensayos cortos y notas, esencialmente dentro del dominio de las ciencias naturales y las matemáticas, pero también en el de la teología y la filosofía. La colaboración de eruditos conocidos de la época aseguró la calidad de la revista y fomentó el desarrollo del espíritu crítico en Alemania.

## Historia
Tras la muerte de Otto Mencke, las Acta fueron retomadas por su hijo, Johann Burckhardt Mencke hasta su propio fallecimiento en 1732. Él también fue reemplazado por su hijo Friedrich Otto Mencke, y entonces la revista cambió de nombre para pasar a ser la Nova Acta Eruditorum. Los problemas ocasionados por la Guerra de los Siete Años y la negligencia del redactor en jefe de la época, Karol Andrej Bel, quien había retomado la redacción en 1754, causaron serios retrasos en la publicación semanal de los tomos hasta tal punto que la edición de la última parte del año 1776 no se llegó a publicar hasta 1782.
En 1712, Friedrich Otto fundó la revista análoga germanófona, la Deutsche Acta Eruditorum, que se consagrarían de forma más particular en los escritos históricos y en las polémicas del momento.

## Colaboradores
Desde sus comienzos han colaborado en las Acta numerosos científicos eminentes, tales como Gottfried Leibniz, Isaac Newton, Jakob Bernoulli, Humphry Ditton, Ehrenfried Walther von Tschirnhaus, Denis Papin, Pierre-Simon Laplace, Joseph Lalande, Giovanni Cassini, John Flamsteed, Jakob Hermann y Christiaan Huygens, así como filósofos y humanistas como Christian Thomasius, Christian Wolff, Veit Ludwig von Seckendorff, Christian Wagner y Stephan Bergler.
En el número de octubre de 1684 de las Acta, Leibniz publicó su Nova Methodus pro maximis et minimis, itemque tangentibus, et singulare pro illis calculi genus; que incluía la solución definitiva al problema de las tangentes. Leibniz inauguró el cálculo integral por la solución del problema de Beaune: «hallar una curva cuya subtangente sea constante».